# Asesinato de científicos nucleares iraníes

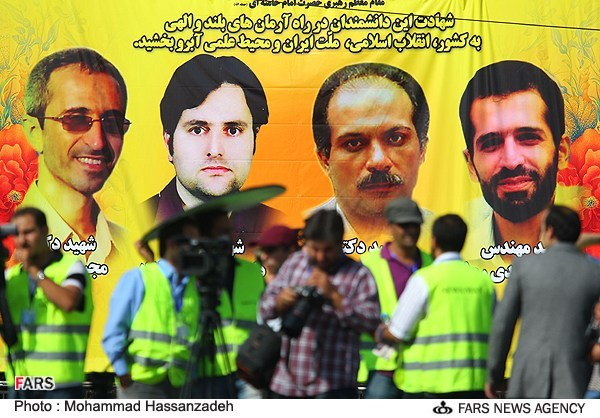
Mural en Teherán con los rostros de los cuatro científicos asesinados entre 2010 y 2012.

El asesinato de científicos nucleares iraníes por Israel ha causado la muerte de al menos 14 personas desde 2010.
Entre 2010 y 2012, cuatro científicos fueron asesinados uno por uno sin que nadie reivindicase la autoría, si bien el consenso generalizado es que los mataron agentes israelíes para sabotear el programa nuclear de Irán. El gobierno israelí más tarde admitió implícitamente su responsabilidad, así como la autorización tácita del gobierno de Estados Unidos.
En 2020 Israel asesinó a un quinto científico, Mohsen Fakhrizadeh.
El 13 de junio de 2025, Israel atacó por sorpresa a Irán mientras este país negociaba con Estados Unidos el futuro de su programa nuclear. Durante ese ataque, Israel asesinó a al menos nueve científicos relacionados con dicho programa nuclear o con conocimientos avanzados de temas relacionados con la energía nuclear.

## Cronología de los asesinatos
- Masud Ali Mohamadi (12  de enero de 2010), murió en la puerta de su casa al estallar una moto bomba.[4]
- Mayid Shahriari (29 de noviembre de 2010), profesor de la Universidad Shahid Behesthi.
- Dariush Rezaineyad (el 23 de julio de 2011), Asesinado frente a su esposa y su hija, de un disparo en la garganta, mientras estaba frente a la escuela de la niña en un barrio del este de Teherán.[5]
- Mostafa Ahmadi Roshan (11 de enero de 2012). Ingeniero químico de 32 años, era “director adjunto de asuntos comerciales en la planta de Natanz”. Al parecer, el pasajero de una moto adosó una bomba lapa contra el vehículo en el que viajaba Roshan.[6][7]
- Mohsen Fakhrizadeh (27 de noviembre de 2020), director del programa iranía de armas nucleares hasta su cancelación en 2003.[3] Su coche fue emboscado por un grupo de agresores que hizo explotar un coche bomba y luego tiroretó a Fakhrizadeh y sus escoltas.[8]
- Ataque israelí del 13 de junio de 2025. En una sola noche, los israelíes asesinaron a al menos nueve científicos iraníes:[9]
  - Mohammad Mehdi Tehranchi, físico, rector de la Universidad Islámica Azad
  - Fereydoon Abbasi, exjefe de la Organización de Energía Atómica de Irán y exmiembro del Parlamento iraní. Había sobrevivido a un primer intento de asesinato el 29 de noviembre de 2010.[10]
  - Abdolhamid Minouchehr, director de la facultad de Ingeniería nuclear de la Universidad Shahid Beheshti, especialista de la seguridad de reactores nucleares para producción de energía eléctrica.[11]
  - Ahmad Reza Zolfaghari Dariani, profesor de la Universidad Shahid Beheshti especialista en seguridad radiológica.
  - Seyed Amirhossein Feghi, catedrático de Aplicaciones de la Radiación en la Shahid Beheshti.
  - Akbar Motalebizadeh, acusado por Estados Unidos de haber contribuido en el pasado a proyectos iraníes sobre armas nucleares.[11]
  - Ali Bakaei Karimi
  - Mansour Asgari
  - Said Borji

## Reacciones
Las autoridades iraníes arrestaron a unas 40 personas a raíz  de  los asesinatos de 2010-2012. En base a sus confesiones, los iraníes acusaron al Mosad israelí, a la Agencia Central de Inteligencia (CIA) de Estados Unidos y a los servicios secretos del Reino Unido (MI6) de haberlos organizado.  La administración Obama negó su implicación.
En 2020, el gobierno iraní culpó a Israel del asesinato de Mohsen Fakhrizadeh. Fuentes anónimas del gobierno de Estados Unidos también afirmaron que el ataque había sido perpetrado por Israel. El exdirector de la CIA, John Brennan, calificó el atentado de "criminal" y "altamente imprudente".